# 极简榕
极简榕（学名：Ficus simplicissima）为桑科榕属的植物。分布在柬埔寨、越南以及中国大陆的海南等地，生长于海拔2,100米的地区，多生长于林中或山谷，目前已由人工引种栽培。

## 别名
粗叶榕（海南植物志